# Мартін Кох
Мартін Кох (нім. Martin Koch; 22 січня 1982) — австрійський стрибун з трампліна, олімпійський чемпіон, чотириразовий чемпіон світу.
Мартін Кох бере участь у змаганнях зі стрибків з трампліна з 1999 року. Золоту олімпійську медаль він здобув у складі збірної Австрії в командних змаганнях на Туринській олімпіаді. Індивідуальну золоту медаль чемпіона світу Кох виборов у польотах з трампліна. Сталося це в 2008 в Оберстдорфі. Йому належить рекорд Австрії з довжини польоту: 241,5 метрів.